# Kubok Ukraïny 1992-1993
La Kubok Ukraïny 1992-1993 (in ucraino Кубок України?) fu la 2ª edizione del torneo. La competizione iniziò il 26 luglio 1992 e terminò il 30 maggio 1993.

## Primo turno preliminare
| Squadra 1                       | Risultato       | Squadra 2                    |
| ------------------------------- | --------------- | ---------------------------- |
| Podillja Kyrnasivka             | 1 – 3           | Nyva Vinnycja                |
| Polihraftekhnika-2 Oleksandrija | 1 – 0           | Dnipro Čerkasy               |
| Tytan Armjans'k                 | 1 – 2           | Čaika Sevastopol'            |
| Inturist Yalta                  | 0 – 1           | Temp Šepetivka               |
| Lokomotyv Rivne                 | 1 – 0           | Podillja                     |
| Dinamo-3 Kiev                   | 2 – 0           | Desna Černihiv               |
| Ptachivnyk Velyki Hai           | 1 – 0           | Halyčyna Drohobyč            |
| Hazovyk Komarne                 | 0 – 0 (4–2 dcr) | Skala                        |
| Khutrovyk Tysmenytsia           | 1 – 1 (1–3 dcr) | Prykarpat'e Ivano-Frankivs'k |
| Lada Chernivtsi                 | 1 – 0           | Dnister Zalishchyky          |
| Sokil Lviv                      | 2 – 0           | Zakarpattja                  |
| Metalist Irshava                | 3 – 0           | Pryladyst                    |
| Keramik Baranivka               | 2 – 1           | Krystal Chortkiv             |
| Paperovyk Poninka               | 0 – 4           | Polіssja Žytomyr             |
| Zdvyzh Borodianka               | 3 – 1           | Oriana Kiev                  |
| Hirnyk Pavlohrad                | 0 – 3           | Zirka                        |
| Javir Krasnopillja              | 2 – 0           | Avtomobilist                 |
| Khimik                          | 1 – 0           | Stal'                        |
| Dynamo Luhansk                  | 4 – 2           | Vahonobudivnyk               |
| Avanhard Lozova                 | 0 – 1           | Naftovyk                     |
| Spartak Okhtyrka                | 0 – 1           | Vorskla                      |
| Naftochimik Kremenčuk           | 1 – 1 (2–4 dcr) | Dinamo-2 Kiev                |
| Orbita Zaporizhia               | 1 – 2           | Ros' Bila Cerkva             |
| Vuhlyk Bilozerske               | 2 – 3           | Shakhtar Pavlohrad           |
| Tavrija Novotroitsk             | 0 – 1           | Metalurh Nikopol'            |
| Bazhanovets Makiivka            | 2 – 3           | Šachtar-2                    |
| Družba Osypenko                 | 2 – 0           | Azovec' Mariupol             |
| Olimpija Južnoukraïns'k         | 3 – 4           | SK Odessa                    |
| Čornomorec'-2                   | 1 – 4           | Artania Ochakiv              |
| Blaho Blahoeve                  | 1 – 2           | Evis Mykolaiv                |
| Meliorator Kakhovka             | 2 – 0           | Krystal Kherson              |
| Rotor Čerkasy                   | 2 – 3           | Polihraftekhnika             |

## Secondo turno preliminare
| Squadra 1                    | Risultato         | Squadra 2                      |
| ---------------------------- | ----------------- | ------------------------------ |
| Polihraftekhnika             | 4 – 0             | Polihraftekhnika-2 Oleksandria |
| Čaika Sevastopol'            | 0 – 2             | Temp Šepetivka                 |
| Ptakhivnyk Velyki Hai        | 1 – 4             | Hazovyk Komarne                |
| Prykarpat'e Ivano-Frankivs'k | 5 – 1             | Lada Chernivtsi                |
| Sokil Lviv                   | 4 – 1             | Metalist Irshava               |
| Nyva Vinnycja                | 3 – 0             | Keramik Baranivka              |
| Polіssja Žytomyr             | 2 – 0             | Zdvyzh Borodianka              |
| Zirka                        | 0 – 0 (10–11 dcr) | Yavir Krasnopillia             |
| Khimik                       | 4 – 3             | Dynamo Luhansk                 |
| Naftovyk                     | 3 – 2             | Vorskla                        |
| Dinamo-2 Kiev                | 3 – 2             | Ros' Bila Cerkva               |
| Shakhtar Pavlohrad           | 3 – 1             | Metalurh Nikopol               |
| Šachtar-2                    | 5 – 0             | Druzhba Osypenko               |
| SK Odessa                    | 3 – 0             | Artania Ochakiv                |
| Evis Mykolaiv                | 2 – 0             | Meliorator Kakhovka            |
| Lokomotyv Rivne              | 1 – 0             | Dinamo-3 Kiev                  |

## Sedicesimi di finale
| Squadra 1                    | Totale | Squadra 2           | Andata | Ritorno |
| ---------------------------- | ------ | ------------------- | ------ | ------- |
| Oleksandrija                 | 1 – 7  | Metalist            | 1 – 2  | 0 – 5   |
| Temp Šepetivka               | 5 – 5  | Bukovyna Černivci   | 2 – 1  | 3 – 4   |
| Lokomotyv Rivne              | 1 – 2  | Nyva Ternopil'      | 0 – 0  | 1 – 2   |
| Hazovyk Komarne              | 2 – 3  | Dnipro              | 2 – 3  | –       |
| Sokil Lviv                   | 0 – 10 | Dinamo Kiev         | 0 – 7  | 0 – 3   |
| Prykarpat'e Ivano-Frankivs'k | –      | Kryvbas             | –      | –       |
| Polіssja Žytomyr             | 2 – 4  | Volyn'              | 1 – 1  | 1 – 3   |
| Nyva Vinnycja                | 2 – 3  | Zorja               | 2 – 1  | 0 – 2   |
| Naftovyk                     | 1 – 2  | Torpedo Zaporižžja  | 1 – 0  | 0 – 2   |
| Dinamo-2 Kiev                | 3 – 3  | Veres               | 2 – 2  | 1 – 1   |
| Chimik Sjevjerodonec'k       | 5 – 4  | Šachtar             | 4 – 3  | 1 – 1   |
| Javir Krasnopillja           | 1 – 5  | Kremin' Kremenčuk   | 0 – 3  | 1 – 2   |
| Šachtar-2                    | 1 – 4  | Metalurh Zaporižžja | 1 – 1  | 0 – 3   |
| Šachtar Pavlohrad            | 2 – 5  | Tavrija             | 0 – 0  | 2 – 5   |
| SK Odessa                    | 3 – 3  | Čornomorec'         | 0 – 1  | 3 – 2   |
| Evis Mykolaiv                | 1 – 4  | Karpaty             | 1 – 0  | 0 – 3   |

## Ottavi di finale
| Squadra 1                    | Totale | Squadra 2              | Andata | Ritorno |
| ---------------------------- | ------ | ---------------------- | ------ | ------- |
| Metalist                     | 1 – 0  | Temp Šepetivka         | 1 – 0  | 0 – 0   |
| Nyva Ternopil'               | 3 – 2  | Dnipro                 | 3 – 0  | 0 – 2   |
| Prykarpat'e Ivano-Frankivs'k | 1 – 6  | Dinamo Kiev            | 0 – 2  | 1 – 4   |
| Volyn'                       | 5 – 3  | Zorja                  | 5 – 0  | 0 – 3   |
| Torpedo Zaporižžja           | 4 – 3  | Veres Rivne            | 3 – 1  | 1 – 2   |
| Kremin' Kremenčuk            | 2 – 2  | Chimik Sjevjerodonec'k | 2 – 1  | 0 – 1   |
| Tavrija                      | 1 – 4  | Metalurh Zaporižžja    | 1 – 1  | 0 – 3   |
| SK Odessa                    | 2 – 3  | Karpaty                | 0 – 0  | 2 – 3   |

## Quarti di finale
| Squadra 1              | Totale | Squadra 2          | Andata | Ritorno |
| ---------------------- | ------ | ------------------ | ------ | ------- |
| Metalist               | 2 – 2  | Nyva Ternopil'     | 1 – 0  | 1 – 2   |
| Dinamo Kiev            | 7 – 3  | Volyn'             | 5 – 1  | 2 – 2   |
| Chimik Sjevjerodonec'k | 0 – 1  | Torpedo Zaporižžja | 0 – 0  | 0 – 1   |
| Metalurh Zaporižžja    | 1 – 3  | Karpaty            | 0 – 1  | 1 – 2   |

## Semifinali
| Squadra 1          | Totale | Squadra 2   | Andata | Ritorno |
| ------------------ | ------ | ----------- | ------ | ------- |
| Metalist           | 1 – 4  | Dinamo Kiev | 1 – 1  | 0 – 3   |
| Torpedo Zaporižžja | 1 – 3  | Karpaty     | 0 – 1  | 1 – 2   |

## Finale
| Arbitro: | P'janych (Donec'k) |

|                           |           |                   |
| Leonenko 23’ Topčijev 64’ | Marcatori | 89’ (rig.) Plotko |